# Malaʻe (Futuna)
Malaʻe – miasto w Wallis i Futunie (zbiorowość zamorska Francji), w okręgu Alo. 
W 2018 roku liczyło 168 mieszkańców.